# Osvaldo Soriano

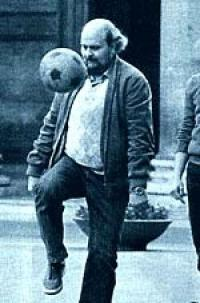
Osvaldo Soriano, um 1981

Osvaldo Soriano (* 6. Januar 1943 in Mar del Plata; † 29. Januar 1997 in Buenos Aires) war ein argentinischer Schriftsteller und Journalist.

## Leben
Soriano begann Mitte der 1960er-Jahre als Journalist für die Zeitungen Primera Plana, Panorama und La Opinión zu arbeiten.
1973 erschien sein erster Roman Triste, solitario y final, eine Huldigung an das Genre des Kriminalromans. Der Roman wurde in zwölf Sprachen übersetzt.
Bis zum Militärputsch 1976 arbeitete Soriano weiter als Journalist in Buenos Aires. Die politische Situation in Argentinien zwang ihn zur Emigration nach Belgien und dann nach Paris, wo er zusammen mit Julio Cortázar die Monatszeitschrift Sin Censura herausgab.
In der Emigration schrieb und publizierte er seine beiden Romane No habrá más penas ni olvido (1978) und Cuarteles de invierno (1980), die 1982 auch in Argentinien verlegt wurden und ihn zum meistgelesenen lebenden Schriftsteller Argentiniens machten.
No habrá más penas ni olvido, eine Beschreibung des gewaltsamen Peronismus der 1970er-Jahre, wurde von Héctor Olivera verfilmt und erhielt den „Silbernen Bären“ auf der Berlinale in Berlin.
Cuarteles de invierno, die Geschichte eines alternden Boxers und eines Tangosängers während der Militärdiktatur in Argentinien, erschien zuerst in Italienisch, Französisch und Polnisch und wurde in der DDR ins Deutsche (dt.: „Winterquartiere“) übersetzt und publiziert. Das Buch erhielt 1981 in Italien den Preis für den besten ausländischen Roman und wurde zweimal verfilmt.
1984, nach Argentiniens Rückkehr zur Demokratie, kehrte auch Soriano nach Buenos Aires zurück. Im gleichen Jahr erschien Artistas, locos y criminales. 1986 folgte der Roman A sus plantas rendido un león. 1988 erschienen Rebeldes, soñadores y fugitivos, eine Sammlung von Lebensgeschichten. 1990 folgte der Roman Una sombra ya pronto serás, der 1994, erneut von Héctor Olivera, verfilmt wurde. 1993 publizierte er den Roman El ojo de la patria und Cuentos de los años felices, eine Sammlung von Kurzgeschichten, die vorher in der Tageszeitung Página/12 erschienen waren. 1995 erschien sein letzter Roman La hora sin sombra.
1996 erschien erneut eine Artikelsammlung Piratas, fantasmas y dinosaurios und posthum, 1998, Memorias del Mister Peregrino Fernández y otros relatos.
Soriano starb 1997 an Krebs. Er wurde auf dem Friedhof Chacarita beigesetzt.

## Filmografie (Auswahl)
Literarische Vorlage
- 1983: Schmutziger Kleinkrieg (No habrá más penas ni olvido)
- 1984: Das Autogramm (L'autographe) – nach dem Roman „Cuarteles de Invierno“

Drehbuch
- 1975: Im Schatten vieler Jahre (Una mujer)